# Ullerer

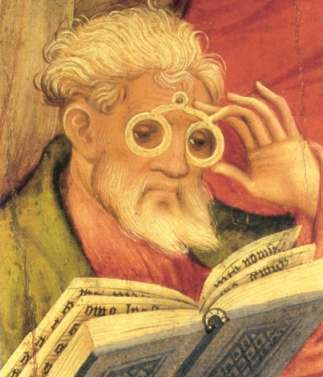
”Apòstol amb ulleres”, pintat per Conrad von Soest l'any 1403. Retaule de l'altar de l'església de Bad Wildungen.

Un ullerer o ulleraire era un menestral especialitzat en la fabricació d'ulleres per a corregir la visió.
Els ulleraires fabricaven les lents i les muntures a partir de materials diversos.

## Gremis

### Venècia
El cas de Venècia és difícil de resumir. Aparentment hi havia dos gremis que feien ulleres: el gremi dels “cristallers” (que tallaven les lents de cristall de roca) i el gremi dels "vidriers" (que tallaven lents de vidre, inicialment prohibides per a fer ulleres de llegir). Hi ha un document de 1302 que autoritzava la fabricació d'ulleres de llegir fetes de vidre. Això sembla demostrar l'existència d'un gremi d'ullerers venecians abans de 1302.

### Altres indrets
Deixant de banda Venècia, el gremi més antic de mestres fabricants d'ulleres fou el de Nuremberg, l'any 1435. Hi ha documentat un gremi d'ullerers a França l'any 1465. A Barcelona, el gremi d'ulleraires data de 1596. En tots els casos, anteriorment a la creació d'un gremi separat, els mestres de fer ulleres estaven incorporats a un altre gremi.

## Materials de l'ofici

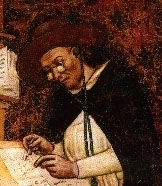
Detall d'un retrat d'Hug de Provença, pintat per Tomaso de Modena l'any 1352

Els mestres de fer ulleres, per a les lents treballaven el cristall de roca, el vidre i el beril. Les muntures eren de fusta, os, vori, llautó i, en molts casos, metalls o aliatges preciosos d'or i d'argent.

### Cristall de roca i beril
Hi ha documents que demostren la fabricació de lents (i d'ulleres) a partir de cristall de roca i de beril.

### Vidre
El vidre calia que fos transparent i sense bombolles d'aire ni inclusions. L'any 1378 un frare carmelita barceloní, Guillem Sedacer, fou l'autor d'una obra excepcional (molt detallada i precisa) basada especialment en la fabricació de vidre transparent. En l'obra hi ha moltes formulacions per a diversos tipus de vidre, incloent els vidres amb base de plom (patentats uns segles més tard a Anglaterra).

### Eines
Les eines d'un fabricant de lents eren molt semblants a les dels artesans lapidaris. Les primeres descripcions, parcials, de l'ofici daten de 1618 i foren explicades per Girolamo Sirtori. En general els utillatges consistien en torns, moles i algunes eines especials de la mena de matrius mascles i femelles amb les diverses curvatures de les lents a fabricar.

### Abrasius
Un dels abrasius més conegut i usat era l'esmeril, sovint importat de l'illa de Naxos.

## Documents

### Sobre les ulleres

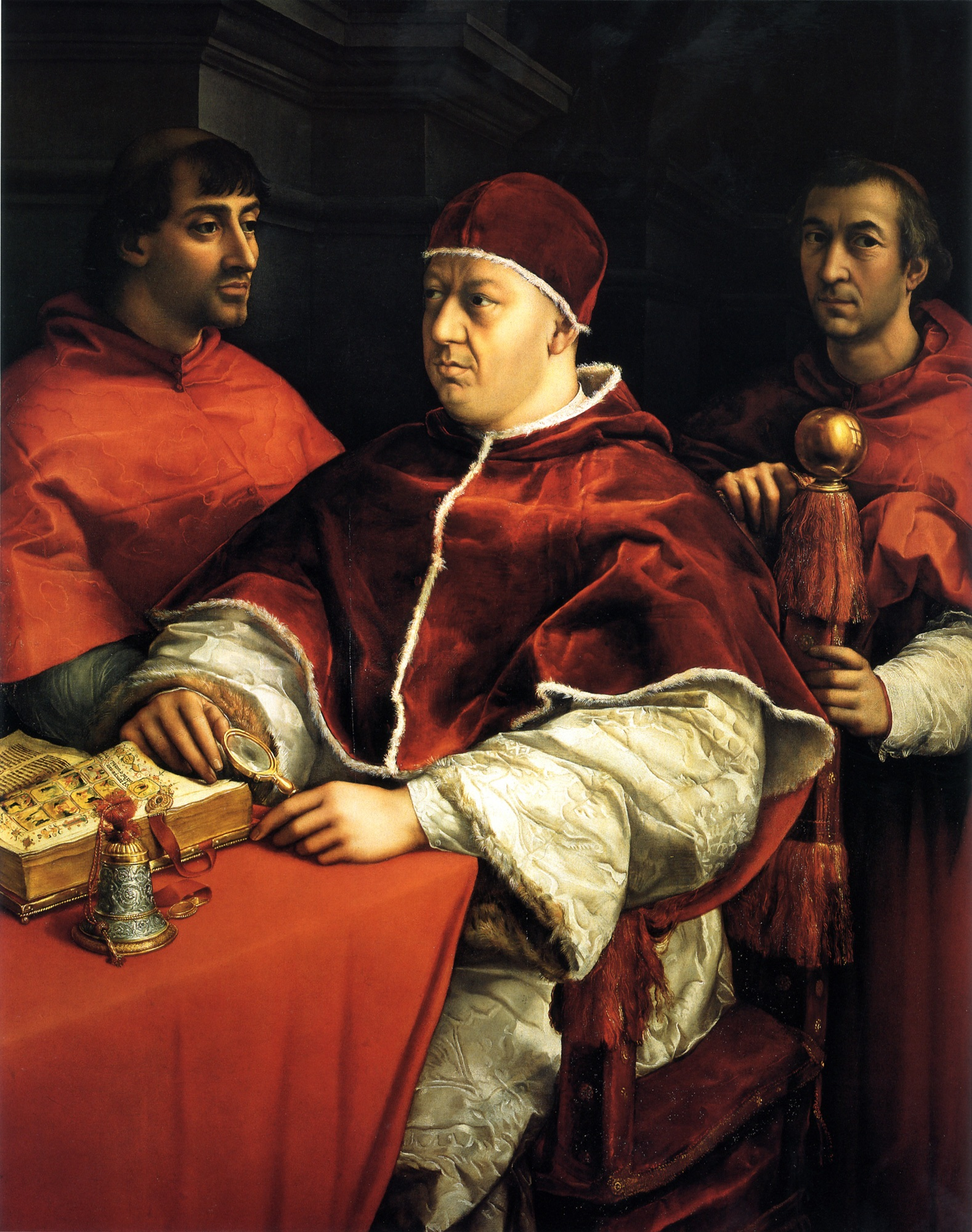
Retrat del papa Lleó X i els seus cosins (d'esquerra a dreta) Giulio de Medici i Luigi de Rossi. Obra de Raffaello Sanzio (Galeria dels Uffizi, Florència). De les ulleres que mig sosté amb les mans pot observar-se el detall d'una lent. Es tracta d'una lent còncava o divergent, la més adequada per a corregir la miopia del pontífex.

Les ulleres foren el remei o, si més no, milloraren molts problemes de visió. Primerament la vista cansada i després la miopia. A més, les ulleres foren el primer pas en el descobriment del telescopi i del microscopi. La difusió del seu ús implica la fabricació de vidre transparent i l'existència d'uns artesans capaços de tallar i polir lents amb certa habilitat i precisió. Algunes dades cronològiques sobre les ulleres són les següents:
- 1285. Data aproximada del descobriment de les ulleres correctores amb lents convergents.[13]
- 1303-1305. Bernard de Gordon, metge i professor a la Universitat de Montpeller, escrigué sobre les ulleres en la seva obra «Lilium Medicinae»: “…oculo berillino…”.[14]
- 1305. Giordano da Pisa, frare dominicà, en un sermó a Santa Maria la Novella, va esmentar el descobriment de les ulleres per a llegir poc menys de vint anys abans.[15]
- 1308. Carta des d'Aguilaniu, un poble de Lleida, indicant l'ús d'una lupa per a llegir un document antic.
- 1351. Francesco Petrarca, en la seva epístola anomenada «Posteritati» («A la posteritat»), informava que usava ulleres amb recança des dels seixanta anys: “…vivaci gli occhi e la vista lungo tempo acutissima: se non che questa sul sessantesimo anno mi venne mancando; onde bisognommi, non senza repugnanza, ricorrere alle lenti”.[16]
- 1355. Documents de la compra d'ulleres per part de Pere el Cerimoniós.[17]
- 1363.Guy de Chauliac feia referència a les «ulleres o bericles per a veure-hi» (“… ocularios vitri aut berillorum…”, en llatí, “auculaires de voyre ou de bericle” en la traducció francesa de 1478).[18]
- 1375. Segons un investigador, en l'Atles Català hi ha una miniatura amb un personatge que duu ulleres.
- 1403. Exportació, des de Barcelona, de quinze grosses[19] d'ulleres (2.160 unitats) cap Alexandria i Beirut.[14]
- 1422. “Mestres d'ulleres” esmentats a Barcelona.[20]
- 1461. Una lupa de beril en l'inventari de Carles de Viana  (?): “Item hun pom redó de vericle[21] ab son anell d'or cordó e botó d'or e de seda”.[22]
- 1608. Telescopi construït per Galileu.
- 1618. Girolamo Sirtori.[23][24]